# Crkva sv. Dominika u Hrvatskoj Poljani
Crkva sv. Dominika je rimokatolička crkva u Hrvatskoj Poljani. Posvećena je sv. Dominiku. Podružna je crkva morančanske župe sv. Jurja u Tuzlanskom dekanatu.

## Povijest
Talijanski doseljenici u tuzlanski kraj, koji su doseljavali od 1878. do 1911., inicirali su izgraditi crkvu. Prema sačuvanoj predaji, jer arhivskih podataka nema, sagradili su ju mjesni Talijani. Sagrađena je crkvica, koja je zbog dotrajalosti materijala više puta bila obnavljana. Vjerojatnost da su ju Talijani gradili i obnavljali utemeljena je, jer su na tuzlanskom području pridonijeli projektiranjem, izvođenjem građevinskih radova, novim tehnikama obrade drva, vještine zidanja, klesanja kamena, proizvodnje opeke i dr. Mjesna građevinarska obitelj Piccolotti gradila je džamiju u nedalekim Šerićima što daje mjesta razumnoj pretpostavci da su gradili i u Hrvatskoj Poljani. Oblik iz 2008. crkva je dobila nakon treće obnove 8. kolovoza 1998. Novu crkvu blagoslovio je kardinal Vinko Puljić 8. kolovoza 1998. godine. Crkva je sagrađena na istom mjestu gdje je bila kapela čiji je zaštitnik također bio sv. Dominik.
2017. godine kroz nekoliko radnih akcija mještani su pošli u projekt obnove i izgradnju ograde ograde crkvenog dvorišta. Prvi dio ograde, na kojoj je kapija, mještani su radili 2016. jer je je bila u lošem stanju. Prije je bila ozidana kamenom i urešena drvom. Drvnu građu godinama jsu izjedali vanjski utjecaji. Pristupilo se zamjeni drvne građe. 2017. godine započeti su radovi radi zamjene ograde i na ostalim stranama crkvenog dvorišta.

## Galerija
- Fotografija crkve 22. siječnja 2018. s prednje strane s vidljivim ulaznim vratima. Foto: Danijel Marković
- Fotografija crkve 22. siječnja 2018. sa strane s vidljivim bočnim prozorima. Foto: Danijel Marković

## Vanjske poveznice
- Udruženje građana italijanskog porijekla Rino Zandonai Tuzla  Arhivirana inačica izvorne stranice od 6. prosinca 2017. (Wayback Machine) Tihomir Knežiček: Uticaj Italijana na izgradnju i društveni razvoj Tuzle, 2008., str. 12 (foto)